# Franz Xaver Told
Franz Xaver Told, ab 1840 Told von Doldenburg, (* 13. Dezember 1792 in Wien; † 14. April 1849 ebenda) war ein österreichischer Theaterschriftsteller und Dichter, ein Zeitgenosse Johann Nestroys, Karl Meisls, Josef Alois Gleichs und Josef Kilian Schickhs.

## Leben
Franz Xaver Told ging nach seinem Studium in Innsbruck ab 1809 zur kaiserlich-königlichen österreichischen Armee und brachte es bis zum Hauptmann. Wegen seiner militärischen Verdienste wurde er 1840 bei seiner Pensionierung in den systemmäßigen Adelsstand mit dem Prädikat von Doldenburg (auch von Toldenburg geschrieben) erhoben. Schon während seiner Dienstzeit und auch danach schrieb er eine sehr große Zahl von Novellen, sowie Theaterstücke für die Wiener Vorstadtbühnen, hauptsächlich für das Theater in der Josefstadt. Wegen seines aufwändigen Lebensstils geriet er allerdings immer mehr in Armut und starb halbseitig gelähmt und vom Publikum vergessen mit 57 Jahren im Militär-Invalidenhaus in Wien-Landstraße.
Die Toldgasse im 15. Wiener Gemeindebezirk Rudolfsheim-Fünfhaus wurde nach ihm benannt.

## Schriftstellerische Tätigkeit
Trotz seiner erkennbaren Begabung produzierte Told in rascher Folge Theaterstücke, von denen die meisten literarisch eher wertlos und nur für den schnellen Tagesbedarf der Bühnen bestimmt waren. Seine zahllosen Novellen, abgedruckt in vielgelesenen Zeitschriften, waren teils kürzere, teils längere rührselige historische Erzählungen (beispielsweise um Kaiser Joseph II.), Familiengeschichten und Humoresken. 1824–1831 sowie 1838–1840 gab er das Taschenbuch Fortuna heraus, in dem diese Novellen und auch einige Theaterstücke gesammelt erschienen.
Trotz der offenkundigen Schwächen waren seine Bühnenwerke sehr beliebt, das Publikum ging vor allem wegen der üppigen Szenenbilder gerne hin. So erlebte sein Zauberschleier (1842) im Laufe der Zeit wegen der großen Wandeldekoration für einen Flug vom Himmel zur Erde rund 600 Aufführungen. Auch seine dem damaligen Geschmack entsprechenden Parodien vieler in Wien aufgeführten Theaterstücke, Opern und Operetten hatten großen Zulauf.
Als ab 3. März 1838 der berühmte Pariser Tänzer Jules Perrot das von ihm choreographierte Feenballett Der Kobold in das Theater nächst dem Kärnthnerthore brachte, schrieb Told eine gleichnamige Parodie darauf, die am 17. April im Leopoldstädter Theater uraufgeführt wurde. Kurz darauf folgte Nestroy ebenfalls mit einer Kobold-Parodie im Theater an der Wien, doch die Version von Schickh unter dem Titel Noch ein Kobold, aber vermuthlich der letzte vom September 1838 erhielt die besten Kritiken.

## Werke (Auszug)
Theaterstücke:
- Der Ritt um den Kynast, 1818,[4] nach Theodor Körners Ballade Der Kynast[5]
- Die beiden Krieger, 1824, nach dem mélodrame Les deux sergent von Baudouin d’Aubigny[6]
- Johanna Dalk oder die Jungfrau von Oberlans, 1821, Parodie auf Die Jungfrau von Orleans (Schiller)
- Das Leben ein Rausch, 1822, mit der Darstellung fünf verschiedener Räusche
- Capriciosa, 1823, nach Ferdinand Raimunds Der Barometermacher auf der Zauberinsel
- Jupiter in Wien, 1825, Parodie auf Jacques Offenbachs Operette Orpheus in der Unterwelt
- Alpenkönig und Menschenfeind, 1829, eine pantomimische Version von Raimunds Der Alpenkönig und der Menschenfeind
- Nicht küssen und nicht tanzen, 1829, eine Vorwegnahme der Schlussszenen in Nestroys Lumpazivagabundus
- Domi, der brasilianische Affe, 1831, eines der damals beliebten Tierstücke für einen Affendarsteller
- Der Zaubermund, 1832, frei nach Raimunds Der Diamant des Geisterkönigs
- Betteleien in Linz, Foppereien in Nußdorf, Neckereien in Wien, 1837
- Der Magische Stockzahn, 1838, um einen makabren Talisman
- Der Kobold, 1838, Parodie auf ein Feenballett von Jules Perrot
- Frauen im Serail, 1840, ein „erotisches“ Ausstattungsstück
- Wastl oder die böhmischen Amazonen, 1841, Variation der Frauen im Serail
- Der Pfeilschuß in Lerchenfeld, die Hochzeit am Neubau und das Testament in der Josephstadt, 1841
- Ein Glas Punsch, 1841, in Anlehnung an ein Libretto von Eugène Scribe

Opern-Libretti:
- Dank und Undank, 1823, für Franz Gläser[7]
- Der Erlenkönig, 1824, ebenfalls für Gläser[8]
- Traumleben oder Zufriedenheit, die Quelle des Glückes, 1835, für Conradin Kreutzer
- Der Zauberschleier, 1842, für Anton Emil Titl, nach Eugène Scribe
- Ein Morgen, ein Mittag und ein Abend in Wien, 1844, für Franz von Suppè

Sonstiges:
- Erheiterungs-Badealmanach für Damen. 1827 (Digitalisat)
- Alpen-Feyer. Festgedicht zur glorreichen Geburts-Feyer unseres … Landesvaters. 1829 (Digitalisat)
- Fortuna. 1824–1840 (Digitalisate)